# Blaugürtel-Kaiserfisch
Der Blaugürtel-Kaiserfisch (Pomacanthus navarchus, Syn.: Euxipiphops navarchus) oder Traumkaiserfisch ist eine Art aus der Familie der Kaiserfische (Pomacanthidae). Er kommt in den Korallenriffen des zentralen Indopazifiks von Indonesien und den Philippinen bis nach Neuguinea, Palau, den Yap-Inseln, den Rowley Shoals und dem Great Barrier Reef vor. Blaugürtel-Kaiserfische leben an Riffhängen oder Lagunen in Tiefen von 2 bis 40 Metern. 

## Merkmale
Blaugürtel-Kaiserfische werden bis zu 28 Zentimeter lang. Die Jungfische ähneln denen anderer Kaiserfische aus der Gattung Pomacanthus. Sie sind dunkelblau, fast schwarz und zeigen ein Muster von hellblauen senkrechten Streifen. Durch ihre orangefarbene Rückenflosse und die transparente Schwanzflosse sind sie von den Jungfischen anderer Pomacanthus-Arten zu unterscheiden. Wenn sie eine Länge von fünf bis acht Zentimeter erreicht haben, färben sie sich um. Die Umfärbung muss sehr schnell vonstattengehen, Fische in Übergangsfarben sind nur sehr selten gesehen worden.
Ausgewachsene Traumkaiserfische sind leuchtend gelb und blau gemustert. Die Flanken, die Rückenflosse, die Schwanzflosse und die Kehle sind gelb, wobei die Flanken blau gepunktet sind. Die paarigen Flossen, die Afterflosse, die Schnauze, die Oberseite des Kopfes und der hintere Rumpfbereich mit dem Schwanzflossenstiel sind dunkelblau. Alle Flossen haben hellblaue Ränder.
Flossenformel: Dorsale XIII–XIV/17–18, Anale III/18.

## Lebensweise
Blaugürtel-Kaiserfische leben einzeln oder paarweise. Rivalen werden durch Grunzlaute verjagt. Sie ernähren sich von Schwämmen, Seescheiden und Algen. Ihre Eier und Larven sind pelagisch. Jungfische gehen bei einer Länge von zwei Zentimeter zum Leben im Korallenriff über.

## Aquarienhaltung
Blaugürtel-Kaiserfische werden gelegentlich für Haltung in Meerwasseraquarien importiert. Den für Heimaquarien sehr groß werdenden Fischen kann aber kein artgerechtes, natürliches Milieu geboten werden, da die Revieransprüche der meisten Arten einfach viel zu groß sind. In großen öffentlichen Schauaquarien ist der Blaugürtel-Kaiserfisch schon 26 Jahre alt geworden.